# 올림픽 세르비아 몬테네그로 선수단
올림픽 세르비아 몬테네그로 선수단은 유고슬라비아 연방공화국(1996-2003)과 세르비아 몬테네그로(2003-2006)를 대표하여 올림픽에 참가한 선수단이다. 구 세르비아 몬테네그로 국가 연합(유고슬라비아 연방공화국)은 1996년부터 2006년까지 6차례 올림픽에 대표로 출전했으나, 이 연합이 해체되고 몬테네그로와 세르비아가 각각 완전한 독립을 선언했다.

## 참고 자료
- (영어) “Serbia and Montenegro”. SR/Olympic Sports. 2011년 9월 18일에 원본 문서에서 보존된 문서. 2011년 10월 30일에 확인함.